# Città di Brisbane
La città di Brisbane è una Local Government Area che si trova nel Queensland. Si estende su una superficie di 1.367 chilometri quadrati e ha una popolazione di 1.041.839 abitanti. La sede del consiglio si trova a Brisbane.